# Wohnsitzlandprinzip
Das Wohnsitzlandprinzip ist eine Regelung innerhalb der internationalen Doppelbesteuerungsabkommen. Demnach hat der Staat das Recht zur Besteuerung, in dem der Bezieher der Einkünfte seinen Wohnsitz hat. Dieses Wohnsitzprinzip ist unabhängig von der Staatsbürgerschaft des Steuerpflichtigen. Diese Regelung ermöglicht Personen, die über eine entsprechende wirtschaftliche Leistungsfähigkeit verfügen, durch Verlagerung des Hauptwohnsitzes in ein Land mit niedrigen Steuersätzen die Steuerbelastung zu minimieren. Einige Länder, darunter auch die Vereinigten Staaten, stellen daher für die Besteuerung aller Welteinkünfte auf die Staatsbürgereigenschaft ab.
Kritisiert wird das Wohnsitzlandprinzip, weil es der gesellschaftlichen Forderung „Keine Besteuerung ohne parlamentarische Vertretung“, die einer der Auslöser für den Amerikanischen Unabhängigkeitskrieg gewesen ist, nicht gerecht wird. Es werden alle Einwohner, also auch die nicht wahlberechtigten ausländischen Staatsangehörigen und die Minderjährigen besteuert, doch anders als die Staatsbürger besitzen sie kein Wahlrecht und damit auch kein Mitspracherecht über die Höhe der Steuern.
Bei juristischen Personen tritt an die Stelle des Wohnsitzes (nicht der satzungsmäßige Sitz, sondern) der Ort der Geschäftsleitung, also der Mittelpunkt der geschäftlichen Oberleitung.